# Palmetto Bay
Palmetto Bay è un comune degli Stati Uniti d'America situato nella parte meridionale della Contea di Miami-Dade dello Stato della Florida.
Secondo le stime del 2011, la città ha una popolazione di 24.469 abitanti su una superficie di 22,60 km².